# Eunidia partegriseicornis
Eunidia partegriseicornis är en skalbaggsart som beskrevs av Stefan von Breuning 1976. Eunidia partegriseicornis ingår i släktet Eunidia och familjen långhorningar. Inga underarter finns listade i Catalogue of Life.